# Germigney (Haute-Saône)
Germigney település Franciaországban, Haute-Saône megyében. Lakosainak száma 140 fő (2022. január 1.). Germigney Apremont, Heuilley-sur-Saône, Talmay, Broye-Aubigney-Montseugny, Le Tremblois és Vadans községekkel határos.

## Népesség
A település népességének változása:
| Lakosok száma | 172  | 169  | 170  | 161  | 156  | 151  | 148  | 144  | 140  |
|               | 2013 | 2015 | 2016 | 2017 | 2018 | 2019 | 2020 | 2021 | 2022 |